# Calasesia coccinea
Calasesia coccinea is een vlinder uit de familie wespvlinders (Sesiidae), onderfamilie Sesiinae.
Calasesia coccinea is voor het eerst wetenschappelijk beschreven door Beutenmüller in 1898. De soort komt voor in het Nearctisch gebied.